# Gal'bštadt
Gal'bštadt (in russo Гальбштадт?; in tedesco: Halbstadt; dal 1938 al 1991: Nekrasovo) è un villaggio del settore meridionale della Siberia Occidentale situato nel Territorio dell'Altaj,  in Russia. È il centro amministrativo del distretto Nemeckij nacional'nyj (distretto nazionale tedesco). 
La località si trova 430 km a ovest della capitale Barnaul. Fondata nel 1908 da coloni tedeschi provenienti dalla regione del Mar Nero. Dopo la liquidazione del distretto nazionale tedesco (Немецкого национального района) nel 1938, fino alla sua restaurazione nel 1991, venne chiamata Nekrasovo.